# 迪米塔爾·蘭格洛夫
迪米塔爾·蘭格洛夫；1983年2月9日—）是一位保加利亞足球運動員，在場上的位置是前鋒。他現在效力於土耳其足球超級聯賽球隊科尼亞體育足球俱樂部。他也是保加利亞國家足球隊的一員。